# 이호조
이호조(李浩助, 1945년 1월 13일~)는 대한민국의 정치인이다. 관선 서울 용산구청장, 한나라당 소속으로 서울 성동구청장 등을 역임했다.

## 학력
- 1963년 체신고등학교 졸업
- 1967년 성균관대학교 행정학과 학사
- 2000년 연세대학교 대학원 행정학과 도시행정학 석사
- 2006년 서울시립대학교 대학원 행정학과 도시행정학 박사 ('공기업론' 관련 행정학 전공)

## 경력
- 1963.03 ~ 1964.09:서울영등포우체국 통신과
- 1967.01 ~ 1969.11:육군 사병 복무
- 1971.06.08:제10회 행정고시 합격
- 1971.10 ~ 1972.06:경상북도청 내무국(사무관)
- 1983.04 ~ 1985.03:서울시청 사회과장(서기관)
- 1985.03 ~ 1988.05:서울시청 기획담당관
- 1988.05 ~ 1989.02:공무원교육원 교수부장(부이사관)
- 1989.02 ~ 1990.04:서울시 교통관리사업소장
- 1990.05 ~ 1991.11:강서구 부구청장
- 1991.11 ~ 1992.11:서울시청 보건사회국장(이사관)
- 1992.11 ~ 1993.12:서울시 용산구청장
- 1993.12 ~ 1995.08:서울시 성동구청장(광진구 분구 전 통합)
- 1995.08 ~ 1996.01:서울시 내무국장
- 1996.03 ~ 1996.10:서울시의회 사무처장(관리관)
- 1996.10 ~ 1998.04:서울시 교통관리실장
- 1997.04 ~ 1998.08:서울시 상수도 사업본부장
- 1998.08 ~ 1998.08:서울시 교통관리실장(겸임)
- 1998.08 ~ 2003.11:서울시 시설관리공단 이사장
- 2003.11 ~ 2004.12:서울시 시정개발연구원 초빙선임연구위원
- 2004.12 ~ 2006.03:서울시 성동구도시관리공단 이사장
- 2009.03 ~ :서울시립대 도시과학대학 도시행정학과 겸임교수
- 2009 ~ 2010 :한나라당 서울시당 도시정책위 부위원장

## 역대 선거 결과
|  | 55.68% |

|  | 46.74% |